# Plaza de toros de Puente de Vigas
Coso taurino que se ubicaba en Tlalnepantla, Estado de México, precisamente en la colonia Puente de Vigas, en la actual Zona Metropolitana del Valle de México.

## Historia
La plaza de toros estaba dedicada a Esteban García Barrera, legendario novillero muerto a consecuencia de la cornada que le diera "Aleve", del hierro de Queréndaro, en la fatídica corrida del "Día de Muertos" el 2 de noviembre de 1929, en Morelia, Michoacán.
Fue inaugurada el 8 de febrero de 1942 con una corrida lidiada por Miguel Uribe, Alfredo González, Enrique Carreño y Franklin Domínguez “El Yucateco”. Los novillos fueron de la ganadería de Cerro Viejo.
El empresario de este redondel era Guillermo Martínez "El Pilón".

## Cuna de Ases del Toreo
Durante la "Época de oro del toreo mexicano" la Plaza de toros de Puente de Vigas fue uno de los centros de la tauromaquia más concurridos. Atraía a la afición no solo por su cercanía a la Ciudad de México, sino porque en su ruedo, antesala de las plazas de toros de la capital, arriesgaban la vida ilustres novilleros, buscando el triunfo y el agrado del público conocedor.
Por esta razón se la llamaba "Cuna de Ases del Toreo".

## Toreros de la plaza de Puente de Vigas
- Enrique Carreño
- Francisco Castellanos
- Franklin Domínguez, “El Yucateco”
- Alfredo González
- Felipe López
- Laurentino López Rodríguez, "Joselillo"
- Fidencio Mata
- Jorge Ortiz
- Pepe Romero
- Miguel Uribe
- Juan Gómez Torres